# Roy Waage
Roy Waage, född 17 november 1963, är en norsk politiker och sedan 13 mars 2005 partiledare för Kystpartiet. Han är ordföranade i Skjervøy kommun och var innan övergången till Kystpartiet medlem i Kristelig folkeparti.